# Чюрюксу (река)
Чюрюксу (тур. Çürüksu Çayı) — река в Турции во Фригии, левый приток реки Большой Мендерес (Меандр).
Берёт начало на восточном склоне горы Хоназ (Кадм, 2571 м). Орошает так называемую Ликийскую долину, в которой во времена классической античности возникли знаменитые эллинистические города Хоны, Лаодикея и Иераполь, превратившиеся в руины после тюркских набегов в конце XIII века. 
В византийскую эпоху долина реки стала родиной многих христианских поверий, в том числе и из-за её необычной гидрографии: у города Колоссы река входила в расселину земли и через пять стадий выходила наружу, впадая в Меандр в нескольких километрах к югу от древнего города Триполис.
В античной географии была известна как Лик. Греческий топоним Лик (др.-греч. Λύκος) означает волчья, турецкий Чюрюксу означает гнилая вода. Притоки Ликоса по-гречески именовались Капрус (др.-греч. Κάπρος, кровавая) и Асоп (др.-греч. Ασωπός «бычья»); по-турецки — Ботларык и Кузгун (воронья).
В долине реки Чюрюксу расположены травертиновые источники Памуккале.